# Ітіро Сато
Ітіро Сато  (яп. 佐藤 市郎 Сато: Ітіро:, 28 серпня 1889 — 14 квітня 1958)  — японський військовий діяч, віце-адмірал Імператорського флоту Японії, історик. Старший брат Кісі Нобусуке і Сато Ейсаку, двоюрідний дід Абе Сіндзо і Кісі Нобуо.

## Життєпис
Народився в місті Табусе в сім'ї Хідесуке і Сіге Сато. Після закінчення середньої школи в Токіо Ітіро вступив до Військової академії Імператорського флоту Японії. Оскільки під час навчання в академії досяг майже ідеальних оцінок, його називали «видатним талантом із самого початку служби на флоті». Однак випускним рангом Сато був лише «2 з 190», оскільки номінально перший ранг повинен належати члену імператорської сім'ї, тодішньому випускнику принцу Арисугава Танэхито  (1887-1908), сину Арісугави Такехіто. Де-факто Ітіро Сато був першим у своєму випуску 1908 року, тоді як Тюїті Наґумо п'ятим.
У 1919 закінчив Вищу військову академію Імператорського флоту Японії, отримавши перший ранг.
З 1920 перебуває у Франції, в 1923 є співробітником Генерального штабу Імператорського флоту Японії і брав участь в Женевській морській конференції 1927  з роззброєння від імені японського флоту. У тому ж році призначений до штабу Об'єднаного флоту, наступного року капітаном «легкого крейсера Нагара», у 1929 - представником Імператорського флоту Японії у Постійному військовому консультативному комітеті Ліги Націй.
У 1930 був аташе на Лондонській конференції з морських озброєнь, а в 1932 став першим директор Відділу освіти Міністерства флоту Японії. Довгий час служив у Генеральному штабі Імператорського флоту Японії.
Після служби як проректор Військової академії Імператорського флоту Японії став віце-адміралом і командувачем охоронного району Рьодзюн  (нині Люйшунькоу) з 15 листопада 1938 по 15 листопада 1939, але після служби його здоров'я погіршилося і було зараховано до резерву.
Коли адмірала Сігеосі Іноуе, випускника першого рангу Військової академії 1909 року, запитали про Ітіро Сато, він описав його одним словом «нудний».

## Нагороди
- Орден Восходящего солнца 1 степени (29 апреля 1940)

## Пам'ять
Частину речей Ітіро Сато виставлено у міському музеї його рідного міста Табусе.